# 赤穴光清
赤穴 光清（あかな みつきよ）は、戦国時代の武将。尼子氏の家臣。祖父は赤穴幸清。佐波隆秀は同族に当たる。

## 出自
出雲国の国人である赤穴氏は元々石見国の国人佐波氏の一族であった。戦国時代には尼子氏に仕え重用され、尼子十旗の一つである出雲赤穴城（瀬戸山城）に本拠を置いていた。

## 生涯
永正12年（1515年）に父・赤穴久清の隠居に伴い家督を継いだ。同年尼子経久に仕え、領地を安堵された。
天文11年（1542年）2月から始まる大内義隆の第一次月山富田城の戦いでは、月山富田城から田中三郎左衛門ら1000騎の援軍を瀬戸山城に迎え入れ、赤名川をせき止めて赤名盆地を湖水とするなど防備を強化した。大内軍が瀬戸山城に来攻すると、毛利元就配下の熊谷直続を討ち取り、大内の大軍を撃退するなど、その活躍は目覚しかったが、戦闘指揮中に大内方の陶隆房配下の弓に喉を射抜かれ討死した。光清の討死により、抵抗力を失った瀬戸山城は降伏した。
長男・詮清と次男・定清は大内氏に従ったが、やがて尼子氏の勢力が回復すると、隠居の久清が三男・盛清と共に尼子氏に帰参し、赤穴一族は敵味方に分かれた。天文12年（1543年）に詮清は筑前国で討死し、定清は大内側にある自分と、尼子側にある実家との関係に悩み自害した。光清の奮戦に感動していた尼子晴久は盛清（後に久清と改名）を重用したが、盛清は晴久の死後に弱体化した尼子氏を見限り、毛利元就に降伏した。

## 系譜
- 父：赤穴久清（1471-1553）
- 母：不詳
- 室：不詳
  - 長男：赤穴詮清（?-1543）
  - 次男：赤穴定清
  - 三男：赤穴盛清（1529-1595）
  - 男子：赤穴幸清